# Колодій Василь Семенович

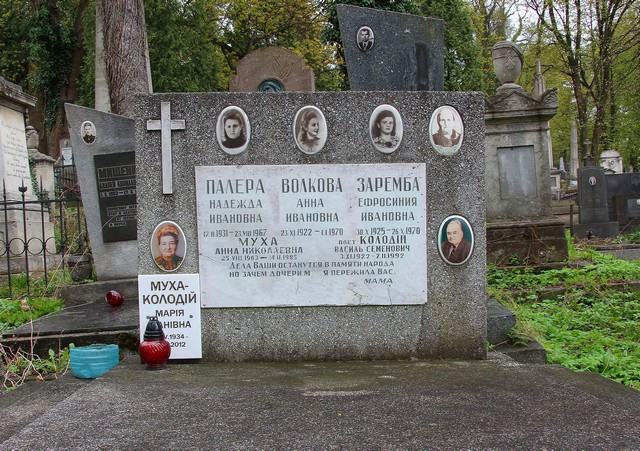

Колоді́й Васи́ль Семе́нович (3 листопада 1922 — 7 лютого 1992) — український поет, автор 16-ти поетичних збірок, перекладач. Член Спілки письменників України.

## Біографія
Василь Семенович Колодій народився 3 листопада 1922 року в с. Куманівці Хмільницького району Вінницької області в селянській родині. Навчався в середній школі в с. Війтівці, закінчив її 20 червня 1941 року. Атестат з відмінними оцінками давав юнаку право вступу до вищої школи без вступних іспитів, але за кілька днів почалася німецько-радянська війна, і Василь Колодій був мобілізований на фронт.
На території Калинівського району новобранці потрапили під бомбардування та розбіглися. Василь Колодій потрапив у німецький полон, перебував у таборі військовополонених у польському місті Холм, з якого йому пощастило втекти. Він повертається додому, працює у хмільницькій редакції і друкарні, публікує в газеті статті, вірші. У 1943 році одружується на дівчині на ім'я Ольга, доньці завідувача районним відділом освіти Володимира Мазурука. До одруження Ольга кохала іншого, Євгена Будника, але той пропав безвісти на війні.
У березні 1944 році Хмільницький район був визволений від фашистів. Раптом заарештовують Василя, його дружину Ольгу, доньку Галину та батьків Ольги, родину Мазуруків. За однією з версій, причиною арешту була співпраця Володимира Мазурука із окупаційним німецьким режимом. Мазурук із дружиною покінчили життя самогубством у тюрмі, а Ольгу з донькою несподівано визволив Євген Будник, який не пропав безвісти, а служив у радянській армії і став капітаном. Пізніше вони одружилися, Євген удочерив Галину.
Василь Колодій перебував у вінницькій в'язниці майже рік. Його мати, Христина Микитівна, намагалася визволити сина, довівши його участь у партизанському рухові. Один з колишніх партизанів, командир партизанського з'єднання ім. Леніна, написав листа, в якій засвідчував, що Василь Колодій у листопаді-грудні 1943 року постачав папір, туш, шрифти для листівок у штаб партизанського з'єднання, «розповсюджував листівки і брошури т. Сталіна». Це свідчення допомогло поету виправдатися. За іншою версією, вийти з в'язниці Колодію допоміг Володимир Сосюра.
У повоєнні часи Василь Колодій працює кореспондентом республіканської газети «Колгоспник України». У 1951 році закінчив Львівський університет ім. І. Франка. Після закінчення університету викладає українську мову та літературу у Чортківському педагогічному училищі на Тернопільщині. У 1955 році стає редактором відділу поезії львівського журналу «Жовтень», з 1969 року працює старшим редактором видавництва «Каменяр». У 1962 році, за рекомендації Володимира Сосюри прийнятий у Спілку письменників України.
Помер 7 лютого 1992 року. Похований на полі № 6 Личаківського цвинтаря.

### Родина
Був одружений п'ять разів. Перша дружина — Ольга, з якою мав доньку Галину Колодій (у шлюбі Скрябіна) — також поетесу, мешкає на Камчатці.
З четвертою дружиною Тамарою мав синів Володимира та Олеся.
П'ята дружина — Марія Іванівна Муха-Колодій. Після смерті В. С. Колодія вона видала книжку спогадів про поета.

## Творчість
Перші вірші Василь Колодій опублікував у 1939 році у районній газеті «Більшовицька трибуна». Ліриці В. Колодія притаманні сюжетність, пісенна образність, мотиви спогадів, конкретність деталей. Основними темами є Друга світова війна, романтика юності, материнство, краса рідного краю, осмислення свого життя.
Перша збірка «Вітрам наперекір» вийшла у 1957 році. Всього Василь Колодій видав 16 збірок поезії:
- 1957 — «Вітрам наперекір»
- 1960 — «Снага»
- 1963 — «На орбіту щастя»
- 1964 — «Отчий поріг»
- 1966 — «Рапсодії ранків»
- 1970 — «Криниця»
- 1972 — «У стременах тривог»
- 1975 — «Добром нагріте серце»
- 1977 — «Сонце над грозами» (поеми)
- 1980 — «Пісня житнього колоса»
- 1980 — «Сонети»
- 1982 — «Поезії»
- 1984 — «Сліди на росах»
- 1985 — «Братерство» (переклади)
- 1988 — «Поклик весни»
- 1991 — «Доля»

У збірці «Сонце над грозами», в поемі «Рапсодія ранків» поет одним з перших в УРСР пише про голодомор 1933 року. Поема «Лейтенант Базіль» з тієї ж збірки присвячена герою французького руху Опору, Герою Радянського Союзу Василю Порику, уродженцю с. Порик Хмільницького району.
Остання збірка, «Доля», має автобіографічний характер.
Також Василь Колодій перекладав твори з російської (О. Пушкіна, М. Лермонтова, М. Некрасова, О. Блока, А. Ахматової, В. Маяковського, С. Єсеніна, Є. Євтушенка), білоруської (Янки Купали, М. Богдановича, Максима Танка, А. Кулєшова, П. Бровки), болгарської (І. Вазова, Н. Вапцарова, І. Давидкова) польської (А. Міцкевича, Ю. Словацького, Ц. Норвіда, Л. Стаффа) та інших мов. Твори Василя Колодія перекладені російською, білоруською, туркменською, киргизькою та болгарською мовами.

## Вшанування пам'яті
- У 2008 році у Львові на будинку, де мешкав поет, до дня його народження була відкрита меморіальна таблиця.
- У листопаді 2017 у селі Куманівці Хмільницького району відкрили меморіальну дошку поету на будівлі Куманівецької школи.[6]